# Jacob Leisler
Jacob Leisler (Bockenheim (Frankfurt), 1640 - New York, 16 mei 1691) was een handelaar, militair, en revolutionair. In 1689 leidde hij de Leisler's Rebellion in navolging van de Glorious Revolution. Hij nam bezit van de stad New York en later de staat New York en benoemde zichzelf tot gouverneur van New York in december 1689. Leisler claimde loyaliteit aan stadhouder-koning Willem III, maar Willem III stelde Henry Sloughter aan als gouverneur die met het Britse leger in New York aankwam. In maart 1691 gaf Leisler zich over. Hij werd veroordeeld voor hoogverraad en op 16 mei 1691 opgehangen. In 1695 werd hij door het parlement van het Verenigd Koninkrijk gerehabiliteerd.

## Biografie
Jacob Leisler werd in 1640 geboren in het dorp Bockenheim dat tegenwoordig een onderdeel van Frankfurt is. In 1660 trad hij in dienst bij de West-Indische Compagnie als soldaat. In Nieuw-Nederland aangekomen hield hij zich bezig met de bonthandel met de inheemse bevolking en werd een rijk handelaar. In Albany had hij gediend als magistraat en kwam in conflict met Edmund Andros, de toenmalige gouverneur van New York, omdat hij de verspreiding van katholicisme probeerde tegen te gaan.
In 1683 werd Leisler aangesteld als rechter bij de maritieme rechtbank van New York, en werd kapitein van een van de vijf regimenten ter verdediging van de stad New York. In 1688 werd tijdens de Glorious Revolution de katholieke koning Jacobus II verdreven en nam de protestantse stadhouder-koning Willem III de macht over. De ambtsbekleders in New York waren voornamelijk aanhangers van Jacobus II, maar bleven aan de macht. In Boston in de naburige staat New England werd gouverneur Edmund Andros gevangengenomen.

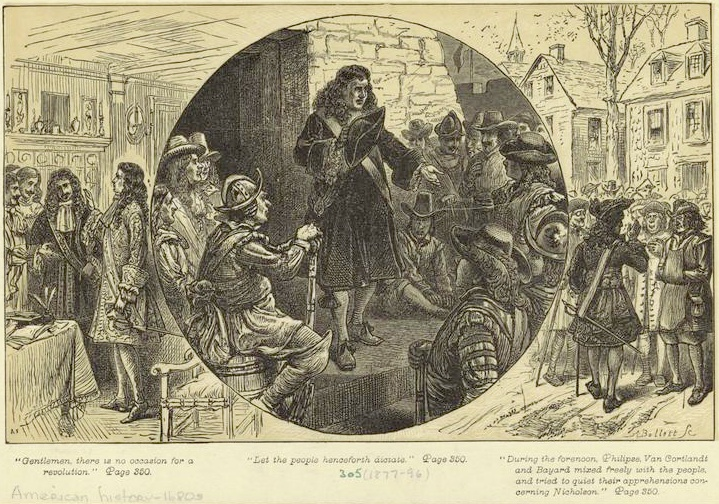
De notabelen van New York proberen de burgers gerust te stellen tijdens de staatsgreep van Leisler

Op 2 juni 1689 was er sprake van een gerucht dat de aanhangers van Jacobus II een slachting wilden aanrichten in Fort James. Het fort werd in naam van Willem III ingenomen door Leisler en zijn aanhangers en dit vormde het begin van de Leisler's Rebellion. De burgemeester en wethouders van New York, en de gouverneur van de staat New York probeerden de opstand te onderdrukken, maar moesten vluchten. Francis Nicholson, de gouverneur, vertrok naar Engeland, en de voormalige ambtshouders vluchtten naar Albany. In december 1689 benoemde Leisler zichzelf tot gouverneur van New York.
Jacob Milborne, de schoonzoon van Leisler, trok met een leger op naar Albany. De stad weigerde zich over te geven. In februari 1690 werd de naburige stad Schenectady aangevallen en uitgemoord door de Fransen en de inheemse huurlingen. Albany besloot zich over te geven waardoor de gehele staat New York in handen kwam van Leisler. In 1689 kocht Leisler 25 km² land van John Pell voor een groep Franse hugenoten die de stad New Rochelle stichtten.

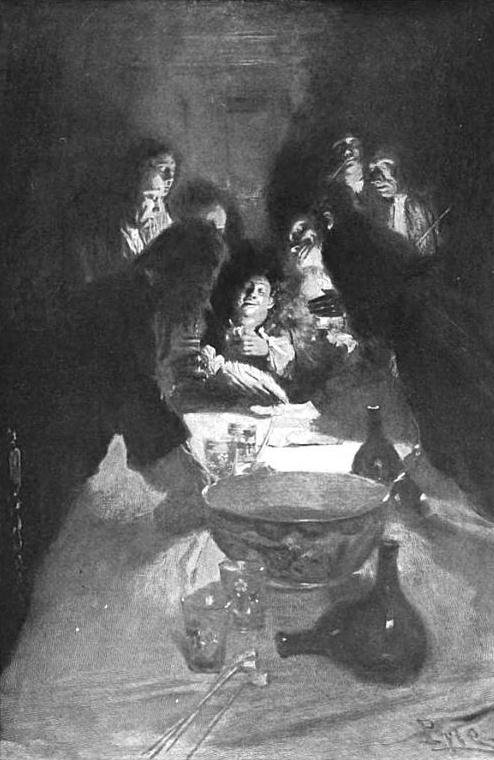
Sloughter tekent de ter dood veroordeling van Leisler

Leisler claimde loyaliteit aan stadhouder-koning Willem III, maar Willem III stelde Henry Sloughter aan als nieuwe gouverneur van New York. In januari 1691 eiste majoor Ingoldesby van het Britse leger de overgave van Fort James. Leisler weigerde het fort over te geven. In maart 1691 arriveerde Sloughter met bewijzen dat hij door Willem III was aangesteld als nieuwe gouverneur. Leisler gaf zichzelf over, en werd samen met zijn schoonzoon Milborne gearresteerd. De rechters bestonden uit hun voormalige tegenstanders, en Leisler en Milborne werden ter dood veroordeeld voor hoogverraad. Op 16 mei 1691 werden ze publiek opgehangen.
De zoon van Leisler en zijn voormalige medestanders vonden de gang van zaken oneerlijk. In 1695 werden Leisler en Milborne door het parlement van het Verenigd Koninkrijk gerehabiliteerd. In 1913 werd een standbeeld voor Leisler onthult in New Rochelle, de stad die hij had helpen oprichten.
- Bibliothèque nationale de France: cb162326332 (data)
- Gemeinsame Normdatei: 124729037
- International Standard Name Identifier: 0000 0000 7867 3329
- Library of Congress Control Number: n80097871
- Nationale Bibliotheek van Israël: 987007275416405171
- Nederlandse Thesaurus van Auteursnamen: 255879466
- SNAC: w6nw11pf
- Système universitaire de documentation: 084759011
- Virtual International Authority File: 8689146
- WorldCat: E39PBJmdr66Xdq3ddjRvg7QjG3